# Čmelák
Čmelák (Bombus) je rod hmyzu náležící do čeledi včelovití (Apidae). Popsáno bylo více než 250 druhů čmeláků. Četnější výskyt je na severní polokouli, ale vyskytují se také v Jižní Americe, kde bylo zjištěno několik nížinných tropických druhů. Evropští čmeláci byli zavlečeni na Nový Zéland a do Tasmánie.
Čmeláci jsou společenský hmyz, který tvoří jednoleté kolonie s jedinou královnou a množstvím dělnic. Hnízda jsou menší a organizačně jednodušší než kolonie včel medonosných a čítají desítky až stovky jedinců. Mezi čmeláky existují však i hnízdní parazité – pačmeláci, kteří byli dříve řazeni do samostatného rodu, ale nyní jsou obvykle považováni za příslušníky rodu Bombus. Ti nevytvářejí hnízda ani kolonie; jejich královny agresivně napadají hnízda jiných druhů čmeláků, zabíjejí rezidentní královny a poté kladou vlastní vajíčka, o která se starají rezidentní dělnice.
Čmeláci se vyznačují barevným ochlupením těla; často v černé, rezavé a žluté barvě, obvykle v pásech. Některé druhy ovšem mají i oranžovou nebo červenou barvu, nebo mohou být úplně černé. Na rozdíl od včel mohou regulovat svou tělesnou teplotu, a to prostřednictvím slunečního záření, vnitřních mechanismů „třesení“ a sálavého ochlazování z břicha (tzv. heterotermie). Samičky čmeláků mají žihadlo, jímž mohou i opakovaně bodat, ale člověka a jiných zvířat si zpravidla nevšímají. Před bodnutím obvykle zaujímají varovné pozice.
Čmeláci se živí nektarem a pylem. Jsou důležitými zemědělskými opylovači, proto je jejich úbytek v Evropě, Severní Americe a Asii důvodem k obavám. Úbytek je způsoben ztrátou stanovišť, mechanizací a intenzifikací zemědělství a užíváním pesticidů. V České republice patří mezi zákonem zvláště chráněné druhy hmyzu.

## Popis

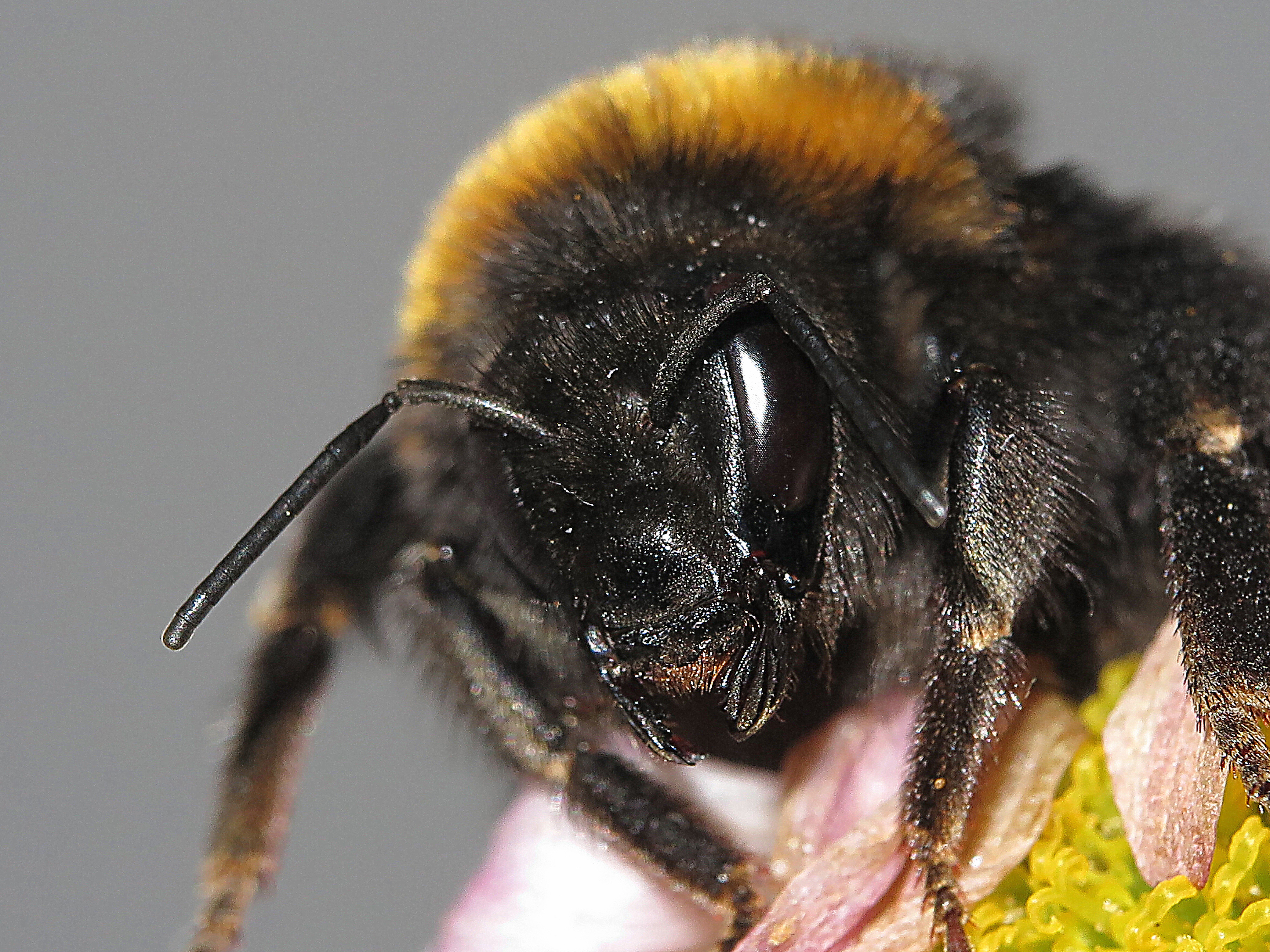
Detail hlavy a hrudi čmeláka

Základní charakteristika čmeláků je shodná jako u ostatních blanokřídlých, především včel. Mají různý vzhled, ale obecně jsou baculatí a hustě chlupatí, s tvrdou kutikulou. Jsou větší, širší a mají robustnější tělo než včely medonosné. Mnoho druhů má srst s širokými barevnými pruhy, jejichž vzory pomáhají rozlišit jednotlivé druhy; může být černá, červená, hnědá, žlutá, šedá nebo bílá. Samci jsou obecně zbarveni pestřeji než samice a existuje i určitá barevná variabilita v rámci téhož druhu. Velikosti jsou velmi proměnlivé i v rámci druhů a liší se co do pohlaví; například čmelák zemní má královny dlouhé až 22 mm, samce až 16 mm a dělnice dlouhé 11 až 17 mm, přičemž první generace dělnic je znatelně menší než ty později vylíhnuté. Největším druhem čmeláka na světě je Bombus dahlbomii z Chile, který dosahuje délky až kolem 40 mm a je přirovnáván k „létající myši“.

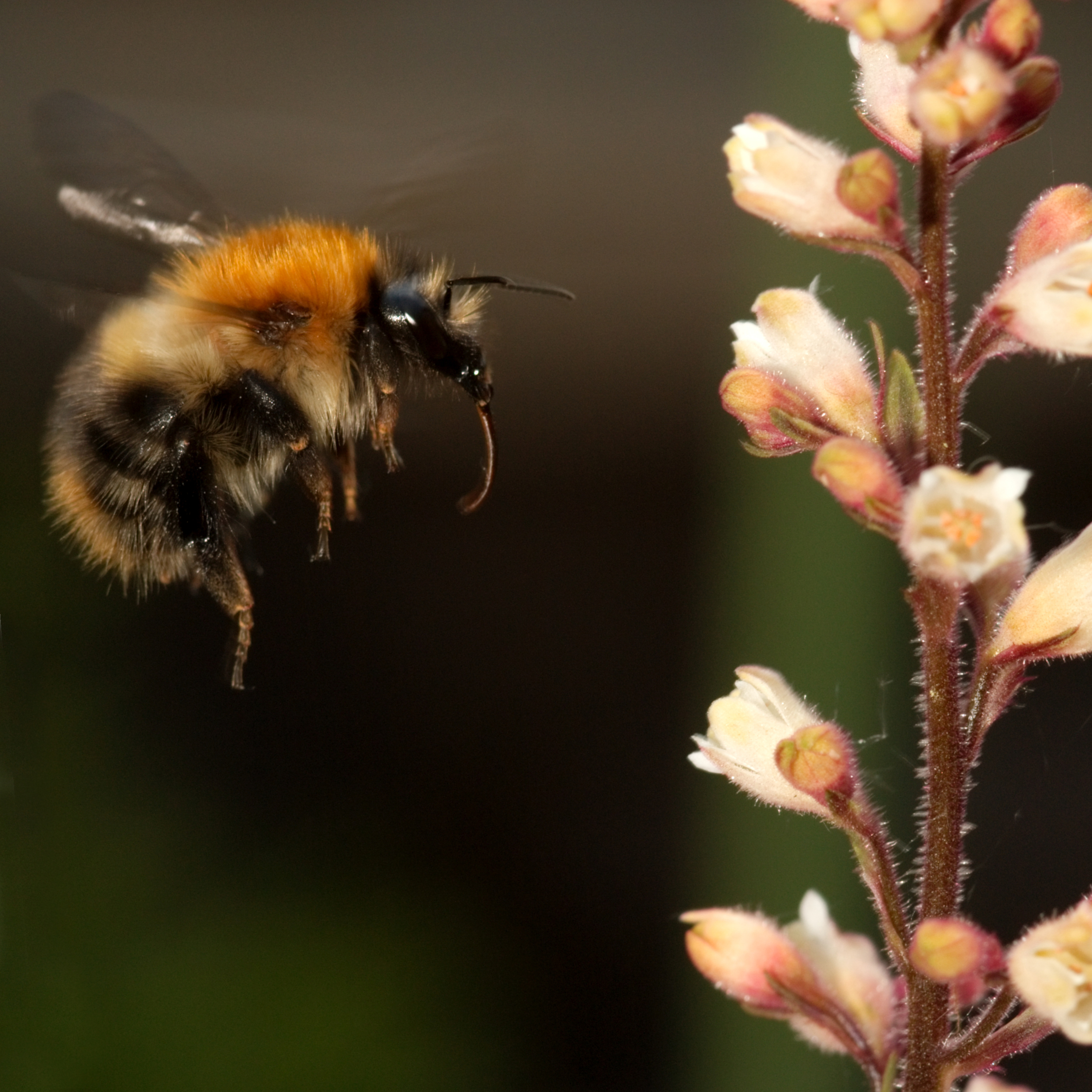
Čmelák rolní (Bombus pascuorum) s vysunutým jazykem v letu

Čmeláci mají, stejně jako všechny ostatní včely, mezi které patří, ústní ústrojí lízací, adaptované k hledání výživy ve sladkých šťávách květů (tzv. nektaru). Skládá se jako u veškerého hmyzu ze čtyř částí: ze svrchního pysku, z páru kusadel, dále z páru čelistí a ze spodního pysku, z něhož vyrůstají pysková makadla a dlouhý, pružný, ke špičce se zužující jazyk. Čelisti a spodní pysk jsou složené a pružné, poněvadž jsou přizpůsobeny k lízání a sání tekuté potravy; případné bolestivé stisknutí či kousnutí čmelákem je tedy vyloučeno. V klidu je celé ústrojí, dohromady nazývané sosák, ohnuté a složené ve výřezu hrdla; k sání a lízání je vymršťován příslušným svalem.

### Žihadlo čmeláka
Stejně jako ostatní včely a řada dalších zástupců blanokřídlého hmyzu mají dělnice (sterilní samice) čmeláků přeměněno své kladélko (ovipozitor) v žihadlo s jedovou žlázou. Funkční kladélko mají jen včelí královny, samci („trubci“) čmeláků mají místo něj penis, a tudíž jim žihadlo zcela chybí. V přírodě a mimo hnízdo však nikoho nenapadají. Pouze společenství čmeláka rokytového aktivně brání své hnízdo v okruhu několika metrů.
Bodnout může čmelák na rozdíl od včely opakovaně, poněvadž žihadlo nemá zpětné háčky a z rány ho tedy opět vytáhne. Účinky čmeláčího jedu jsou podobné jako u jedu včelího. Bodnutí je bolestivé, provázené otokem a svěděním kolem ranky. Nebezpečné je pouze pro alergiky. Čmeláci jsou však velmi klidní a případy bodnutí čmelákem jsou velmi vzácné. Před použitím žihadla navíc čmelák obvykle zaujme několik fází varování, spočívající nejprve ve zvedání prostředních noh; při nejzazší varovací pozici leží nehnutě na zádech s roztaženýma nohama, otevřenými kusadly a špičkou zadečku namířenou vzhůru. Dotknout se samice v této poloze znamená jisté bodnutí.

### Produkce vosku
Exoskelet zadečku je u čmeláků rozdělen na desky zvané hřbetní tergity a břišní sternity. Vosk se vylučuje ze žláz na břiše a vytlačuje se mezi sternity, kde připomíná šupinky lupů. Vylučuje ho královna při zakládání hnízda a mladé dělnice. Z břicha se seškrabuje nohama, formuje se, dokud není vláčný, a používá se při stavbě medných plástů, k pokrytí vajíček, k vystlání prázdných kokonů, které se používají jako zásobní nádoby, a někdy i k pokrytí vnější strany hnízda.

## Životní cyklus hnízda a rozmnožování

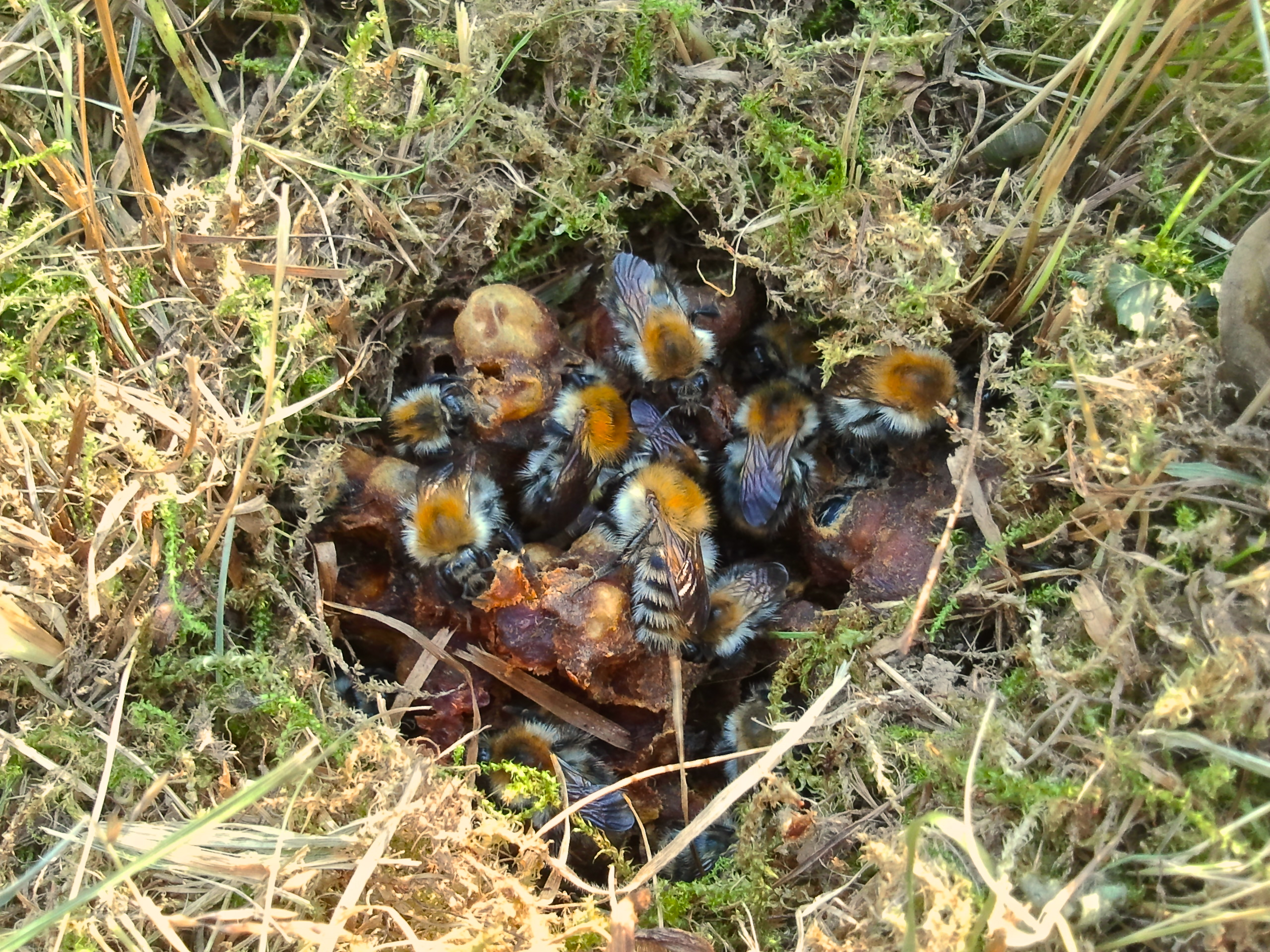
Nadzemní hnízdo čmeláka rolního (Bombus pascuorum)

Čmeláci jsou společenský hmyz s jednoletým životním cyklem, jehož sociální organizace je na nižší úrovni než u včel. Oplozená samička tráví zimu hibernací v podzemní komůrce (hibernákulu). Na jaře komůrku opouští. Sbíráním nektaru doplňuje energetické zásoby v těle. Po několika dnech začne konzumovat také pyl potřebný pro rozvoj vaječníků. Během deseti dnů začne charakteristickým pátravým letem nízko nad zemí hledat vhodné místo k vybudování hnízda. Podle druhové příslušnosti vznikají čmeláčí příbytky v opuštěných dírách zemních hlodavců (čmelák hájový, lesní, sorojský, zemní), kromě zemních děr jsou vhodná místa vyhledávána také v budovách, škvírách skal (čmelák skalní, zahradní), hromadách suché trávy či mechu (čmelák rolní), jiné druhy využijí pustá hnízda po ptácích i veverkách či prázdné ptačí budky (čmelák rokytový). Vyhýbají se místům na přímém slunci, kde by mohlo docházet k přehřívání hnízda.
Teplý a jemný materiál, který v opuštěných hnízdech a norách nikdy nechybí, upraví matka v oválnou komůrku jen o něco větší, než je sama. U vchodu do komůrky vytvoří medový džbánek velikosti hrášku až náprstku. Na dně komůrky vytvoří voskovou buňku, do níž naklade několik vajíček. Vajíčko prochází vejcovodem do pochvy, kde se nachází komůrka zvaná spermatéka, v níž jsou uloženy spermie z páření. Podle potřeby může samice umožnit oplodnění svého vajíčka. Z neoplozených vajíček se stávají haploidní samci, z oplozených vajíček diploidní samice a královny. Buňku s vajíčky královna přikryje zadečkem a vyhřívá na 30 °C. Vajíčka i larvy tak doslova vysedí. Energii k zahřívání získává konzumací medu z připraveného džbánku.
Aby se larvy mohly vyvíjet, musí být krmeny nektarem, který jim dodává sacharidy, a pylem, který jim dodává bílkoviny. Čmeláci krmí larvy nektarem tak, že si v líhni udělají malý otvor, do kterého nektar vyvrhnou. Podle způsobu krmení larev tvoří druhy rodu čmelák dvě skupiny. Buď matka krmnou směs připravuje ve volátku a vyvrhuje do buňky k larvičkám (skupina pollen storers), nebo pod larvičkami vybuduje voskovou kapsu, ve které je předem uskladněna zásoba směsi medu a pylu. Larvičky se pak živí samy (skupina pocket makers). Na konci svého vývoje vytvoří larvy ve voskové buňce zámotek. Matka seškrábe vnější vrstvu vosku, zámotek tak obnaží a buduje další buňky v sousedství. Po zhruba 24 dnech se líhnou první dělnice, které od matky postupně přebírají činnosti spojené s krmením, zahříváním, sběrem pylu a nektaru a s úpravami hnízda. Matka již poté hnízdo neopouští a plně se věnuje kladení vajíček.
S přibývajícími buňkami nabývá hnízdo hroznovitého spirálovitého tvaru. Čmeláčí hnízdo není uspořádáno do šestiúhelníkových plástů jako hnízdo včely medonosné, ale buňky jsou neuspořádaně seskupeny jedna přes druhou, přičemž nejstarší buňky zůstávají vespod, nové jsou nahoře. Dělnice odstraňují z hnízda uhynulé jedince nebo larvy a ukládají je mimo vchod do hnízda, čímž pomáhají předcházet nemocem. Hnízdo na vrcholu svého rozvoje obsahuje podle druhové příslušnosti několik desítek až stovek jedinců. Uprostřed léta se v hnízdě objevují samečkové přibližně stejné velikosti jako dělnice a líhnou se nové matky. Samečkové hnízdo opouštějí a pátrají v krajině po mladých samičkách. Páření probíhá na zemi podle druhově odlišných rituálů, přičemž na rozdíl od včel jsou samci schopni pářit se opakovaně, s vícero samičkami. Oplozená matka se vrací do hnízda, plní si volátko medem a odlétá hledat vhodné místo k přezimování. Stará matka během léta hyne. Dělnice jsou schopné ještě nějakou dobu klást neoplozená vajíčka, ze kterých se líhnou samečkové. Nejpozději během podzimu však hnízdo zcela vymírá.
Popsaný způsob života platí pro čmeláky mírného pásu, kterých je nicméně většina. Druhy žijící v nehostinných severských podmínkách jsou samotářské a produkují jen pohlavní jedince. Naproti tomu druhy tropické zakládají víceleté kolonie i s několika královnami.

### Kontrola plodnosti dělnic královnou
V mladé kolonii královna minimalizuje reprodukční konkurenci dělnic tím, že potlačuje jejich kladení vajíček pomocí fyzické dominance a feromonů. Hormony, které stimulují vývoj vaječníků, jsou v době, kdy královna dominuje společenstvu, u dělnic potlačeny. Ovládání dělnic vede až k tomu, že vajíčka nakladená případně dělnicemi jsou snědena. Královna je tedy obvykle matkou všech prvních nakladených samců. Dělnice však začnou klást vlastní neoplozená (samčí) vajíčka později v sezóně, kdy se schopnost královny je ovládat s jejím postupujícím stářím a životní opotřebovaností snižuje; o toto privilegium mohou posléze dělnice začít soupeřit i mezi sebou.

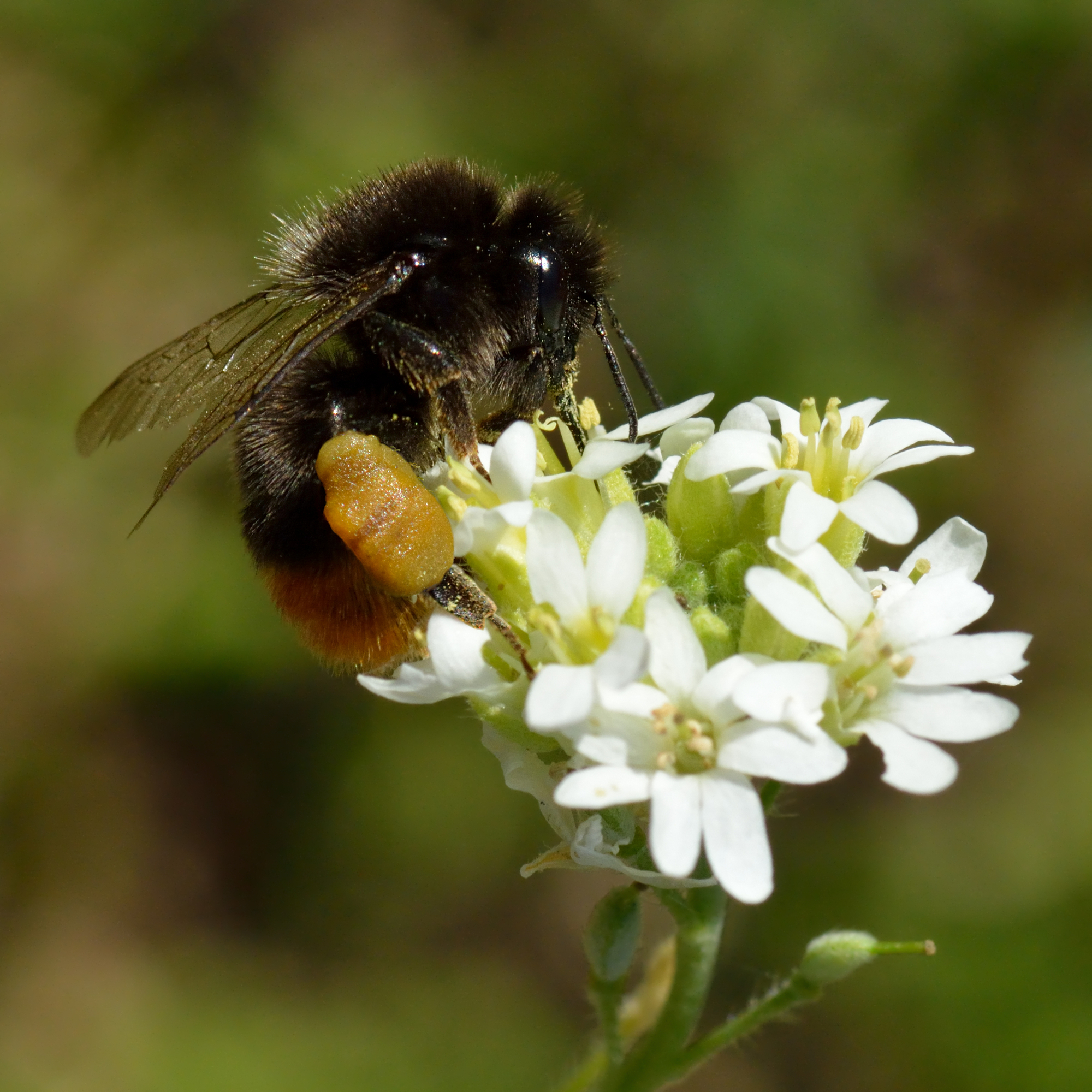
Čmelák skalní s pylovými rouskami na zadních nohách

## Potravní chování
Stejně jako jejich příbuzní, včely, se čmeláci živí nektarem a pylem; nektar nasávají dlouhým sosákem, který je za letu složen pod hlavou. Zatímco však včely medonosné mají sosák s krátkým jazykem, a proto opylují hlavně otevřené květy, některé druhy čmeláků mají jazyk dlouhý až 2 cm a sbírají tedy nektar i z květů s dlouhou korunní trubkou. Pyl zachycený na svém ochlupení si sčesávají zadníma nohama do pylových rousek. Po nasbírání nektaru a pylu se dělnice vracejí do hnízda a ukládají sklizeň do plodových buněk nebo do voskových buněk k uskladnění. Na rozdíl od včely medonosné si čmeláci ukládají potravu pouze na několik dní, takže jsou mnohem zranitelnější vůči nedostatku potravy. Samci sbírají pouze nektar, a to jen za účelem vlastní obživy. Mohou navštěvovat zcela jiné květy než dělnice, protože mají odlišné potravní potřeby.
Při hledání potravy se čmeláci řídí barvami a prostorovými vztahy, podle nichž určují květy, na kterých se budou živit. Někteří čmeláci získávají nektar tak, že si udělají otvor u báze květu, aby se dostali rovnou k nektaru a zároveň se vyhnuli přenosu pylu. Přinejmenším u některých druhů zanechává čmelák po návštěvě květu pachovou stopu, která odrazuje ostatní čmeláky od návštěvy daného květu, dokud nedojde k degradaci pachu. Poškozováním listů rostlin okusem mohou čmeláci urychlit jejich kvetení.

## Komunikace a sociální učení
Čmeláci nepředvádějí "včelí tance", které používají včely medonosné, aby ostatním dělnicím sdělily polohu zdrojů potravy. Místo toho po návratu z úspěšné sběračské výpravy několik minut vzrušeně pobíhají v hnízdě a pak se znovu vydají za potravou. Není však jisté, zda se jedná o formu komunikace založenou na bzučivých zvucích vydávaných jejich křídly, které mohou stimulovat ostatní k tomu, aby začali shánět potravu, nebo o distribuci feromonů označujících, který druh květů v okolí nabízí bohatou snůšku. Dalším podnětem k potravní aktivitě je úroveň zásob potravy v hnízdě. Dělnice sledují množství medu v medných plástech, a když ho zbývá málo nebo když je přidána kvalitní potrava, je pravděpodobnější, že se vydají na pastvu.
U čmeláků bylo pozorováno, že jsou schopni sociálního učení. Ve studii z roku 2017 měli čmeláci zemní plnit úkoly spočívající v přemisťování velkých předmětů za účelem získání odměny. Čmeláci, kteří nejprve pozorovali své druhy při plnění úkolu, byli při učení tohoto úkolu výrazně úspěšnější než ti, kteří pozorovali stejnou činnost prováděnou magnetem, což ukazuje na důležitost sociálních informací. Čmeláci se přitom navzájem přesně nekopírovali, ale přistupovali k plnění úkolů s jistou vynalézavostí. Tato schopnost čmeláků je využívána mimo jiné chovateli, kteří potřebují naučit obyvatele svého úlu zvedat ochrannou klapku proti parazitům.

## Řízení tělesné teploty

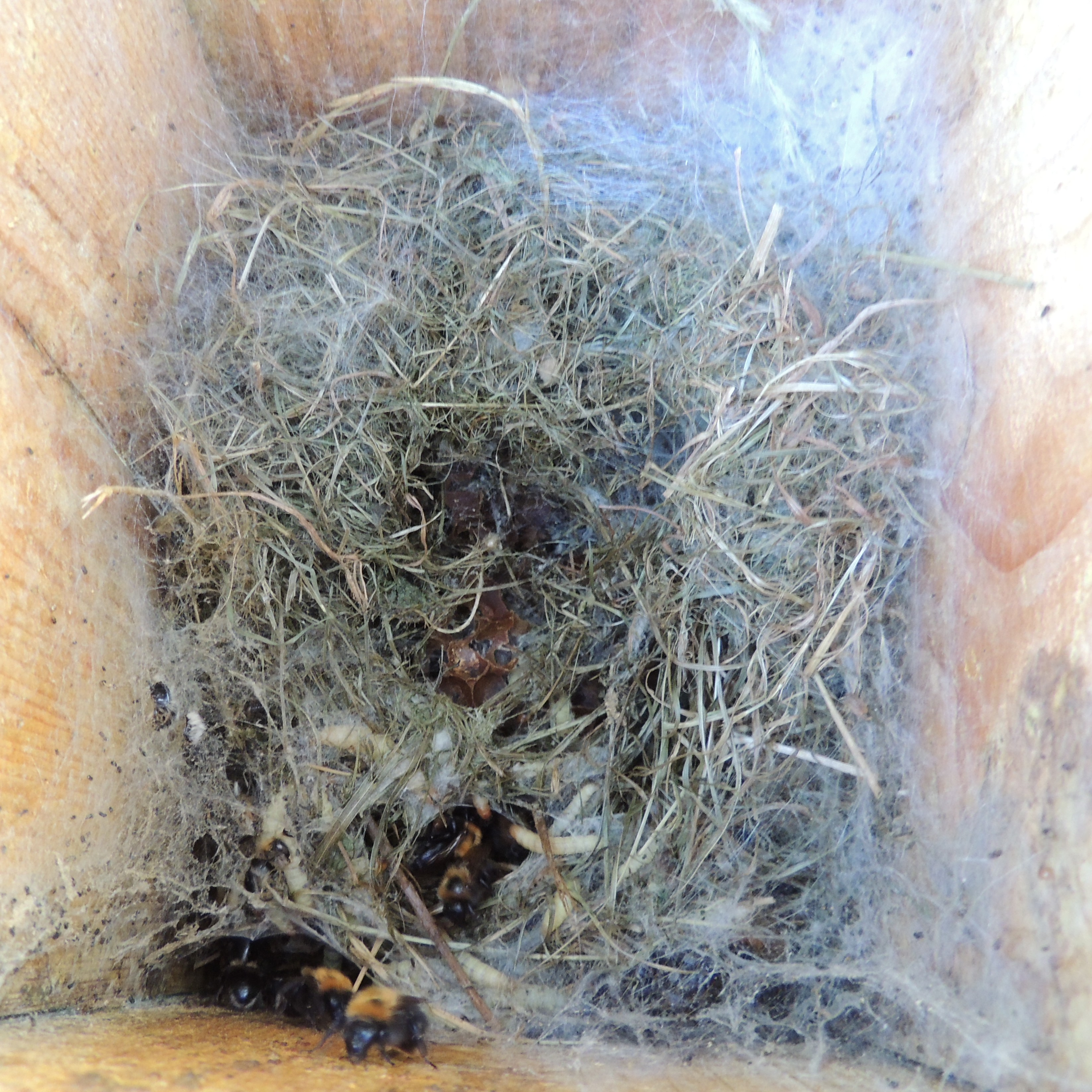
Čmeláčí hnízdo napadené zavíječem

Čmeláci zvládají do určité míry řídit svou tělesnou teplotu. Snadno absorbují teplo i ze slabého slunečního svitu. Husté ochlupení funguje jako izolace, která udržuje čmeláky v teple za chladného počasí; druhy z chladného podnebí mají delší ochlupení (a tedy silnější izolaci) než druhy z tropů. Teplota letových svalů, které zabírají velkou část hrudníku, musí být alespoň 30 °C, aby mohl proběhnout let. Teplotu svalů lze zvýšit třesem. Při teplotě vzduchu 13 °C trvá asi pět minut, než svaly této teploty dosáhnou. V porovnání se včelami medonosnými a tesaříky mají čmeláci nejnižší teplotu chladové strnulosti, tedy teploty, při které nelze aktivovat letové svaly. Ze čmeláků ji má nejnižší Bombus bimaculatus, a to 7 °C. Bylo však pozorováno, že čmeláci létají i při nižších okolních teplotách. Tento rozpor je pravděpodobně způsoben tím, že teplota chladové strnulosti byla stanovena na základě testů provedených v laboratorních podmínkách. Čmeláci však žijí v izolovaných úkrytech a mohou se třást, aby se zahřáli, než vyrazí do chladu. Čmeláci se též lépe přizpůsobují vyšším nadmořským výškám. 

## Predátoři, parazité a patogeny
Čmeláci, přestože mají žihadlo, jsou požíráni některými predátory. Hnízda mohou být vyhrabána jezevci, liškami, medvědy nebo různými lasicovitými šelmami a sežrána celá, včetně přítomných dospělců. Dospělci jsou loveni rejsky a některými ptáky, například vlhami, včelojedy a ťuhýky; i menší ptáci, jako jsou sýkory koňadry, se občas naučí čmeláky chytat. Při návštěvě květu mohou čmeláci padnout za oběť pavoukům, jako jsou běžníci, zásoby nektaru v hízdě mohou lákat mravence, vosy či škvory.
Na čmelácích dále parazitují někteří tracheální roztoči (Locustacarus buchneri), prvoci Crithidia bombi a Apicystis bombi nebo mikrosporidie Nosema bombi a Nosema ceranae. Závažnými parazity čmeláčích hnízd jsou zavíječ cizopasný (Aphomia sociella), jehož larvy se živí vajíčky, larvami a kuklami a někdy zničí velké části hnízda, drobná vosička Melitobia acasta nebo moucha Brachycomia devia. Hostitelsky specifickými hnízdními parazity čmeláků jsou blízce příbuzní pačmeláci, kteří se vždy specializují na jeden konkrétní druh hostitele; toho pak připomínají i vzhledově. Matky pačmeláků agresivně napadají hnízdo svého hostitelského druhu, kde obvykle zabijí rezidentní královnu a poté kladou vlastní vajíčka, o která se starají ovládnuté rezidentní dělnice.

## Rozšíření

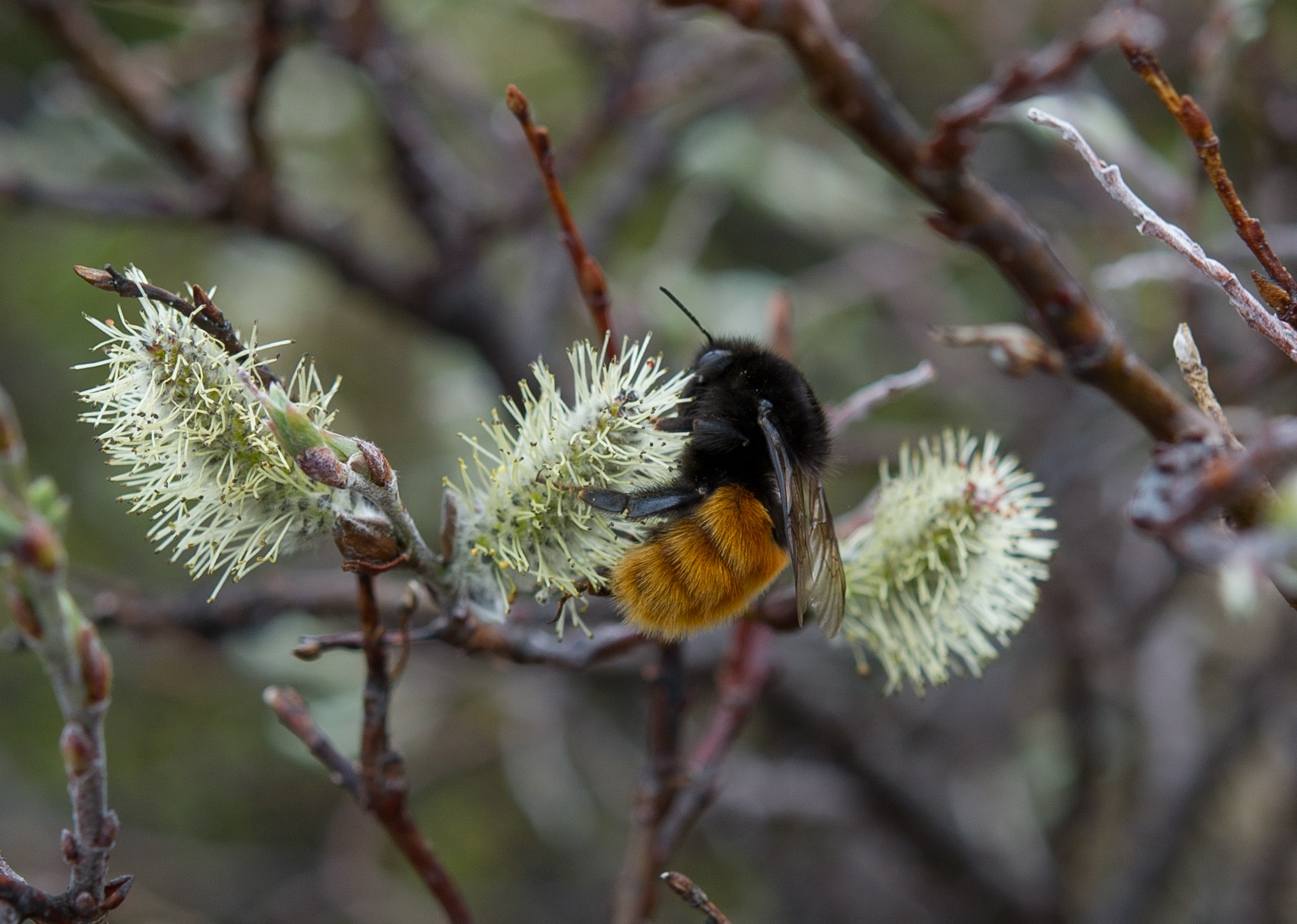
Čmelák alpský (Bombus alpinus)

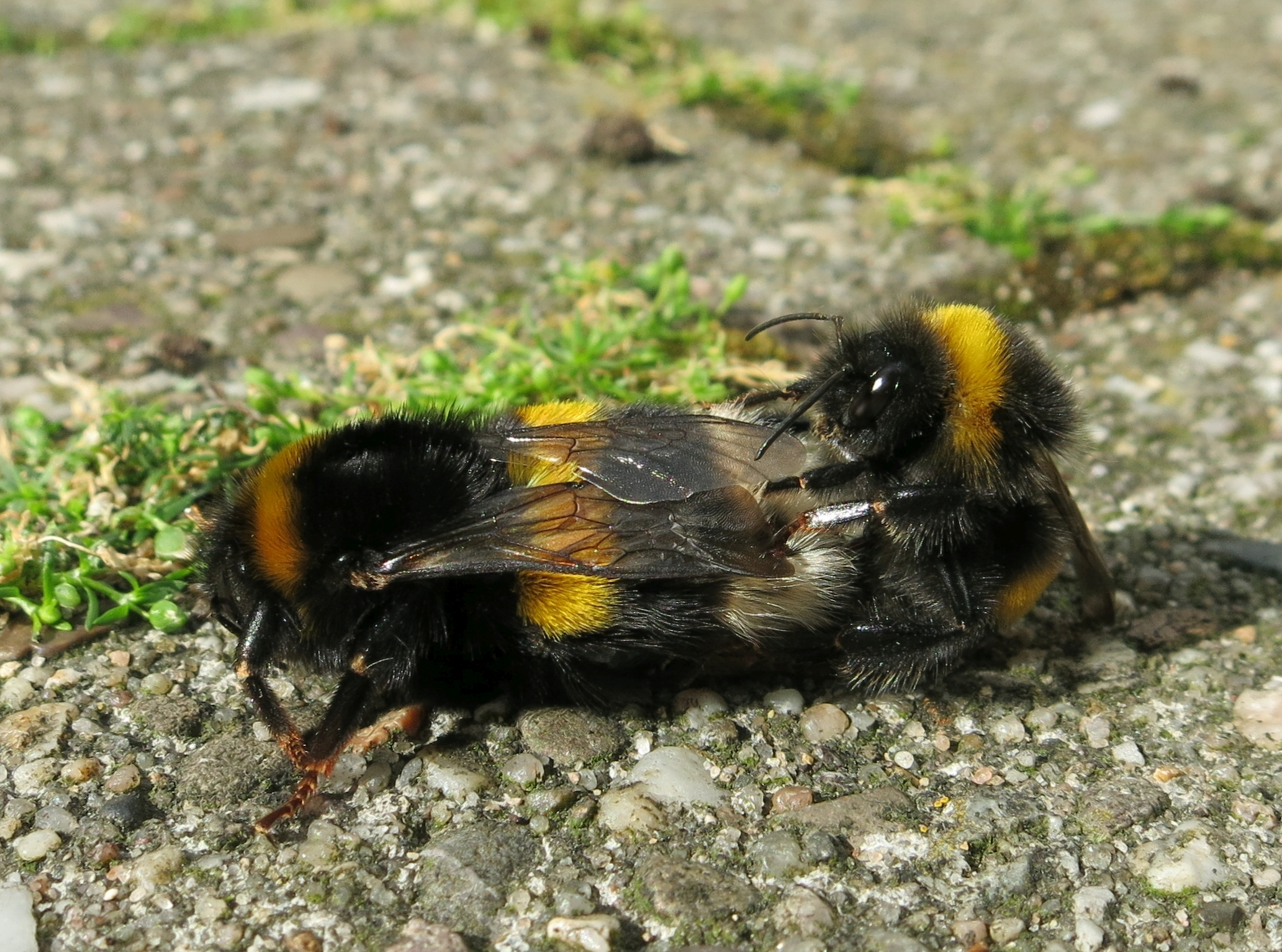
Čmelák zemní, pravděpodobně nejběžnější druh čmeláka v ČR, při kopulaci

Čmeláci mají do značné míry kosmopolitní rozšíření, ale nejvíce se vyskytují v mírném podnebí, často ve vyšších zeměpisných šířkách a nadmořských výškách než jiné včely, i když existuje několik nížinných tropických druhů. V Austrálii chybí (kromě Tasmánie a Nového Zélandu, kam byli zavlečeni coby dovezení opylovači jetele červeného), v Africe se vyskytují pouze severně od Sahary. Několik druhů (B. polaris a B. alpinus) se vyskytuje ve velmi chladném podnebí, kde se jiné včely nemusí vyskytovat; B. polaris se vyskytuje na severním Ellesmerově ostrově v Arktidě spolu s pačmelákem Bombus hyperboreus, který parazituje na jeho hnízdě. Jedná se o nejsevernější výskyt jakéhokoli eusociálního hmyzu. Jedním z důvodů jejich výskytu v chladných místech je, že čmeláci mohou regulovat svou tělesnou teplotu.

V České republice bylo popsáno přes 30 druhů čmeláků a 9 pačmeláků, některé z nich jsou však již považovány za vyhynulé. Se změnami klimatu se zde naproti tomu objevují i nové druhy původem z jižnějších oblastí Evropy. Z tohoto počtu je v Červeném seznamu ohrožených druhů bezobratlých z roku 2017 vedeno 7 druhů jako kriticky ohrožené a 2 jako ohrožené; za regionálně vyhynulé se na českém území považuje 5 druhů čmeláků. Všechny druhy bez ohledu na jejich hojnost zde patří ke zvláště chráněným živočichům ve smyslu § 48 zákona č. 114/1992 Sb., o ochraně přírody a krajiny, a vyhlášky č. 395/1992 Sb.

## Systematika a taxonomie
Rod čmelák (Bombus) je jediným rodem tribu Bombini v čeledi včelovitých (Apidae), podčeledi Apinae; jeho sesterskou skupinou je tribus Meliponini zahrnující subtropické a tropické včely se zakrnělým žihadlem. V současném pojetí zahrnuje na 250 druhů, které jsou rozděleny do 15 podrodů. Takzvaní pačmeláci byli někdy považováni za samostatný rod Psithyrus, ale nyní jsou považováni za součást rodu Bombus. Molekulární data naznačují, že tribus Bombini je starý asi 25 až 40 milionů let, což odpovídá vzniku v eocénu až oligocénu, zatímco Meliponini (a celý klad zahrnující Bombini a Meliponini) jsou staří 81 až 96 milionů let a zasahují tedy až do spodní křídy. Nejstarší fosilie odpovídající tribu Bombini byly datovány do eocénu a miocénu.

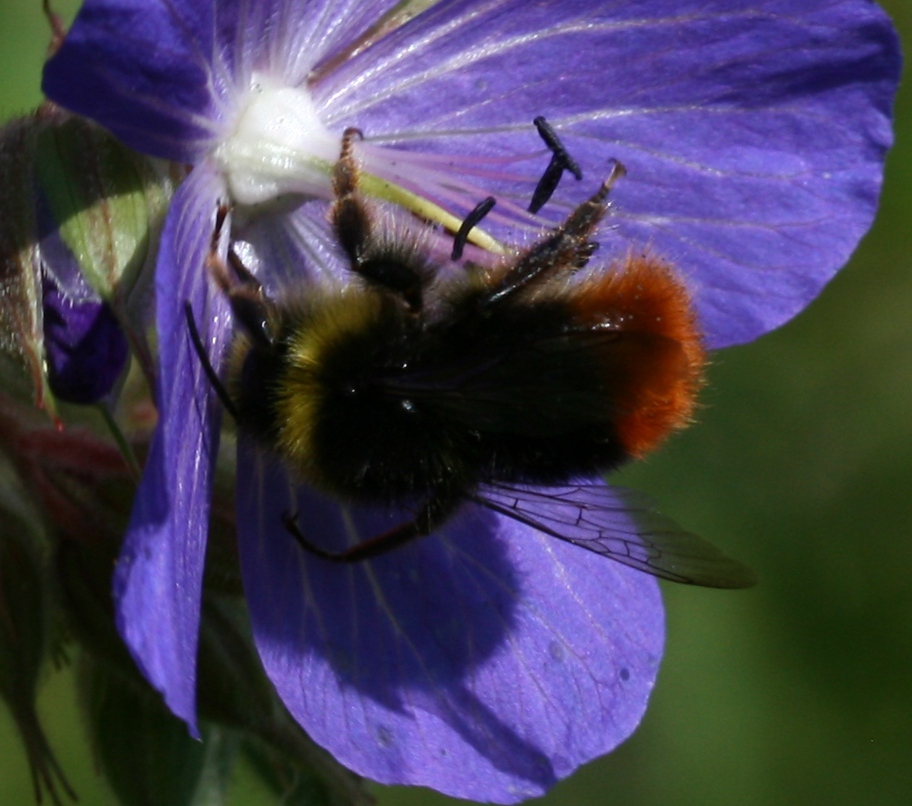
Samec hojně se vyskytujícího čmeláka skalního

### Vybrané druhy vyskytující se recentně v Česku
(S – pollen storers, M – pocket makers, vysvětlení viz výše)
Podrod Bombus: (S)
- Čmelák zemní (Bombus terrestris)

- Čmelák hájový (B. lucorum)
- Čmelák větší (B. magnus) – kriticky ohrožený
- Čmelák podvojný (Bombus cryptarum)

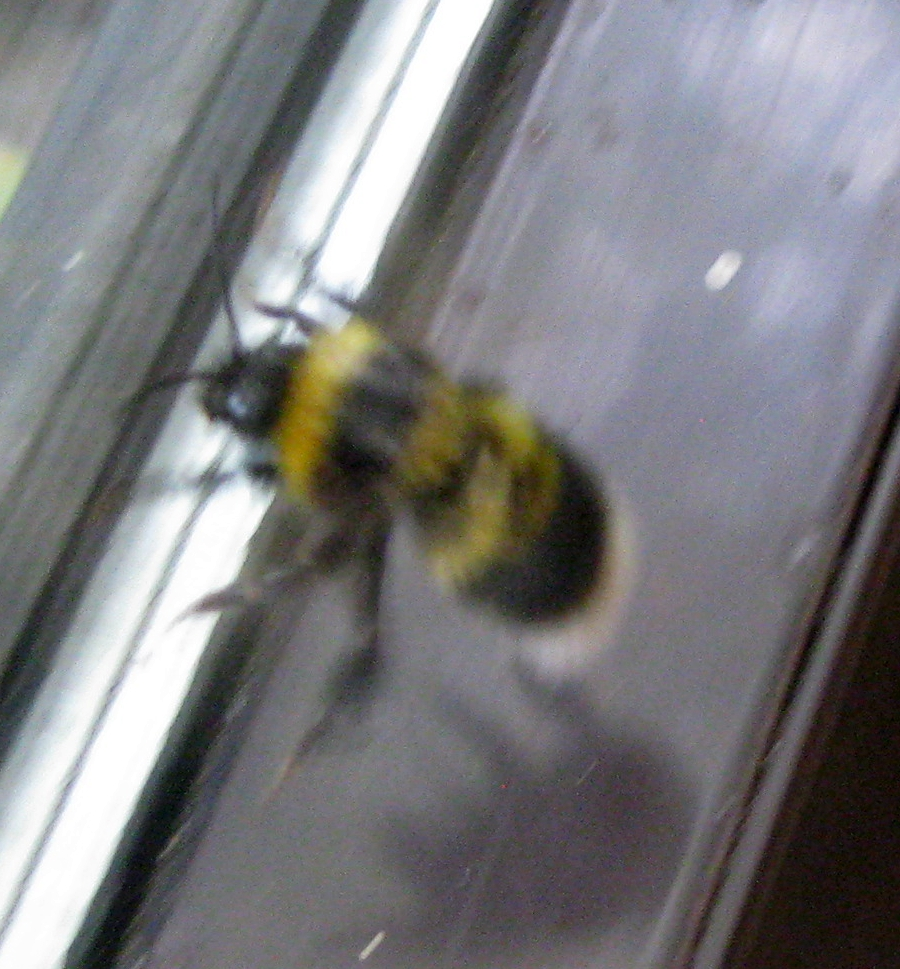
Čmelák zahradní

Podrod Melanobombus: (S)
- Čmelák skalní (B. lapidarius)

Podrod Pyrobombus: (S)
- Čmelák balkánský (B. haematurus)
- Čmelák drobný (B. jonellus)
- Čmelák luční (B. pratorum)
- Čmelák rokytový (B. hypnorum)Čmelák zahradní

Podrod Megabombus: (M)
- Čmelák zahradní (B. hortorum)

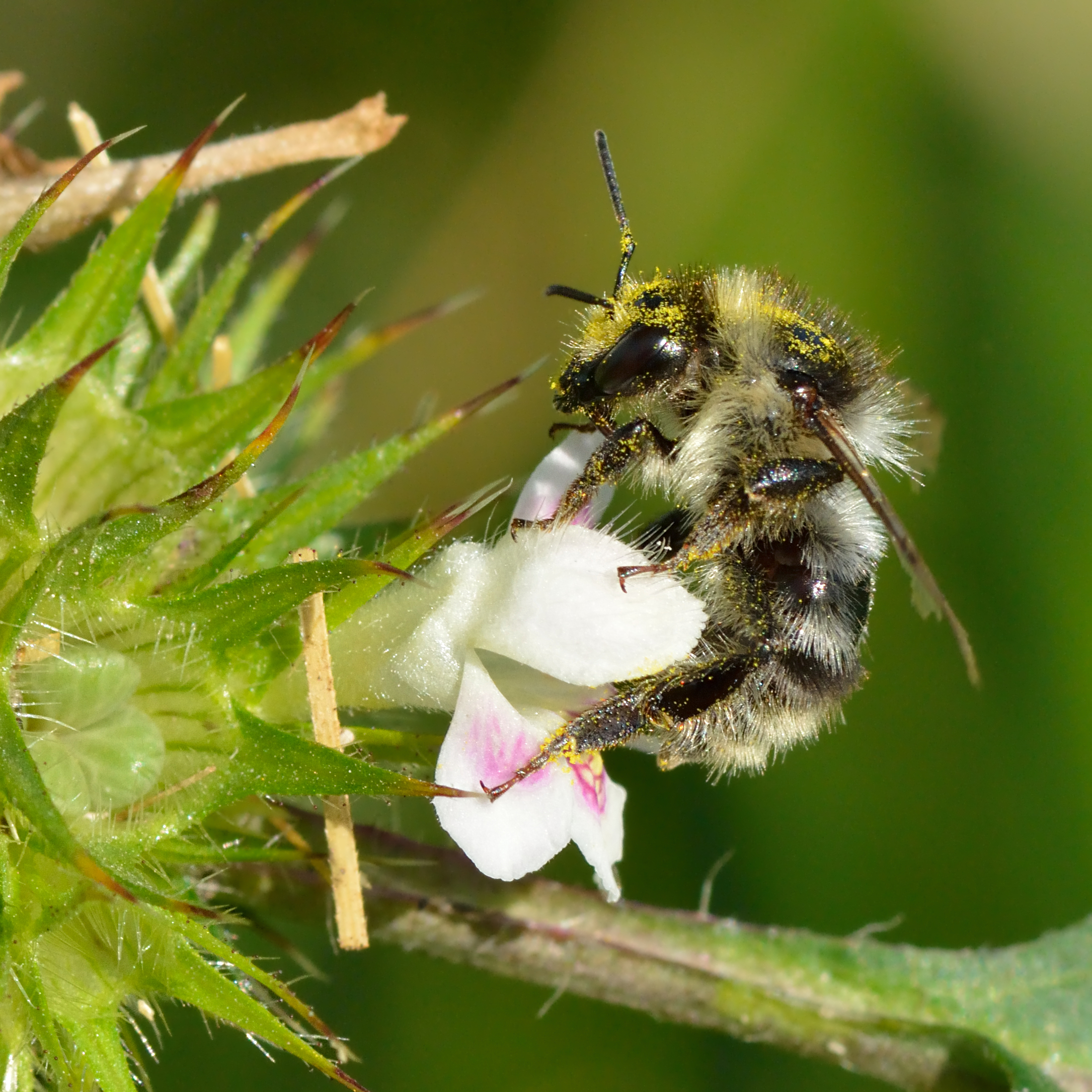
Čmelák písečný poprášený pylem

- Čmelák humenní (B. ruderatus) – kriticky ohrožený
- Čmelák temný (Bombus argillaceus)

Podrod Thoracobombus: (M)
- Čmelák proměnlivý (B. humilis)
- Čmelák stepní (B. laesus)
- Čmelák mechový (B. muscorum) – kriticky ohrožený
- Čmelák lesní (B. sylvarum)
- Čmelák rolní (B. pascuorum)
- Čmelák úhorový (B. ruderarius)
- Čmelák písečný (B. veteranus) – kriticky ohrožený
- Čmelák ovocný (B. pomorum) – kriticky ohrožený

Podrod Subterraneobombus: (M)

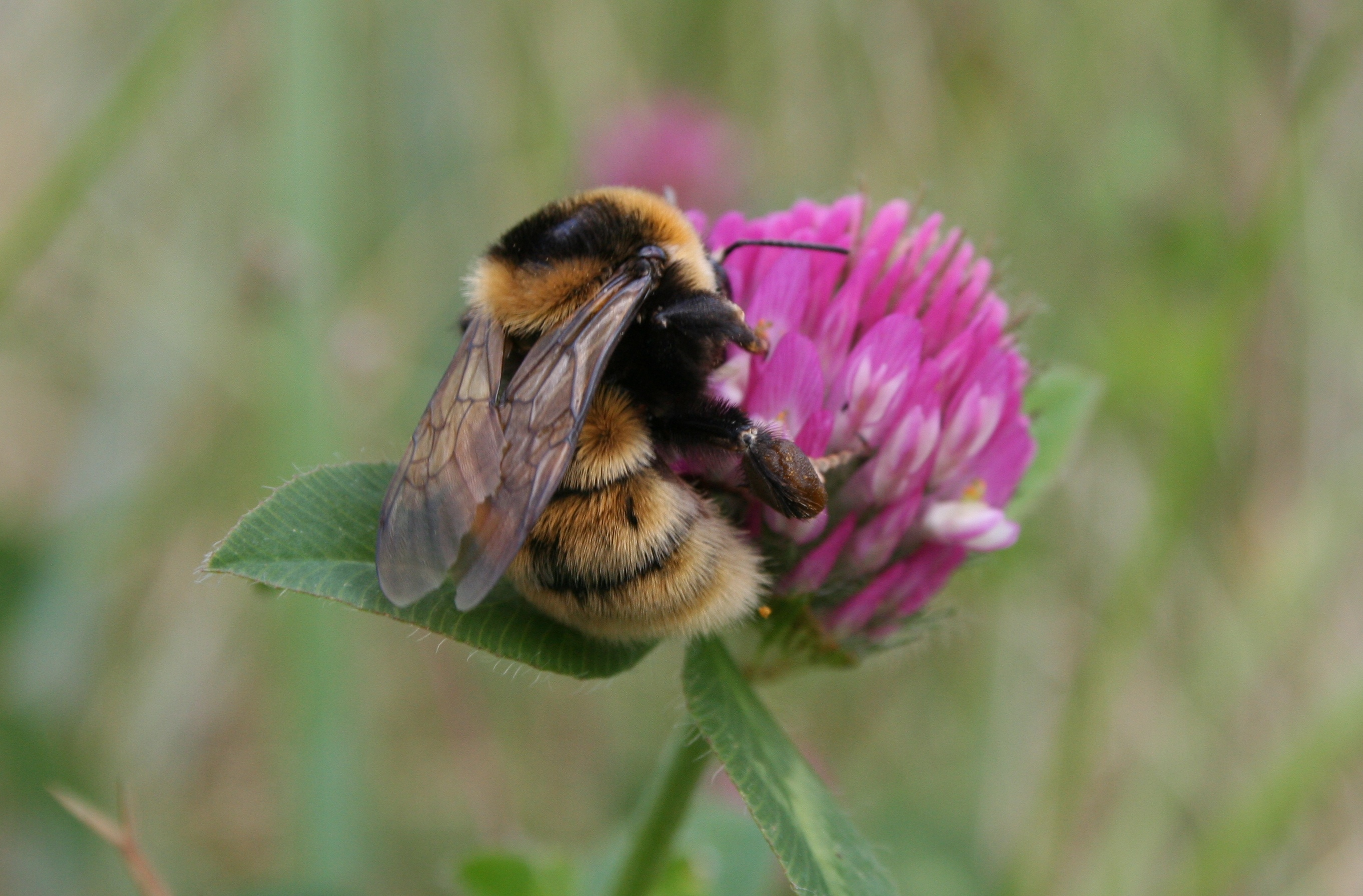
Čmelák zdobený

- Čmelák pruhovaný (B. subterraneus) – ohrožený
- Čmelák zdobený (B. distinguendus) – ohrožený
- Čmelák obrovský (B. fragrans) – na území ČR vyhynulý

Podrod Cullumanobombus: (M)
- Čmelák tajgový (B. semenoviellus)

Podrod Kallobombus: (S)
- Čmelák sorojský (B. soroeensis)

Podrod Confusibombus: 
- Čmelák klamavý (B. confusus) – kriticky ohrožený

Podrod Alpigenobombus: (M) 
- Čmelák širokolebý (B. wurflenii)Pačmelák panenský parazituje na čmeláku zemním, kterého vzhledově připomíná

Podrod Psithyrus (pačmeláci):

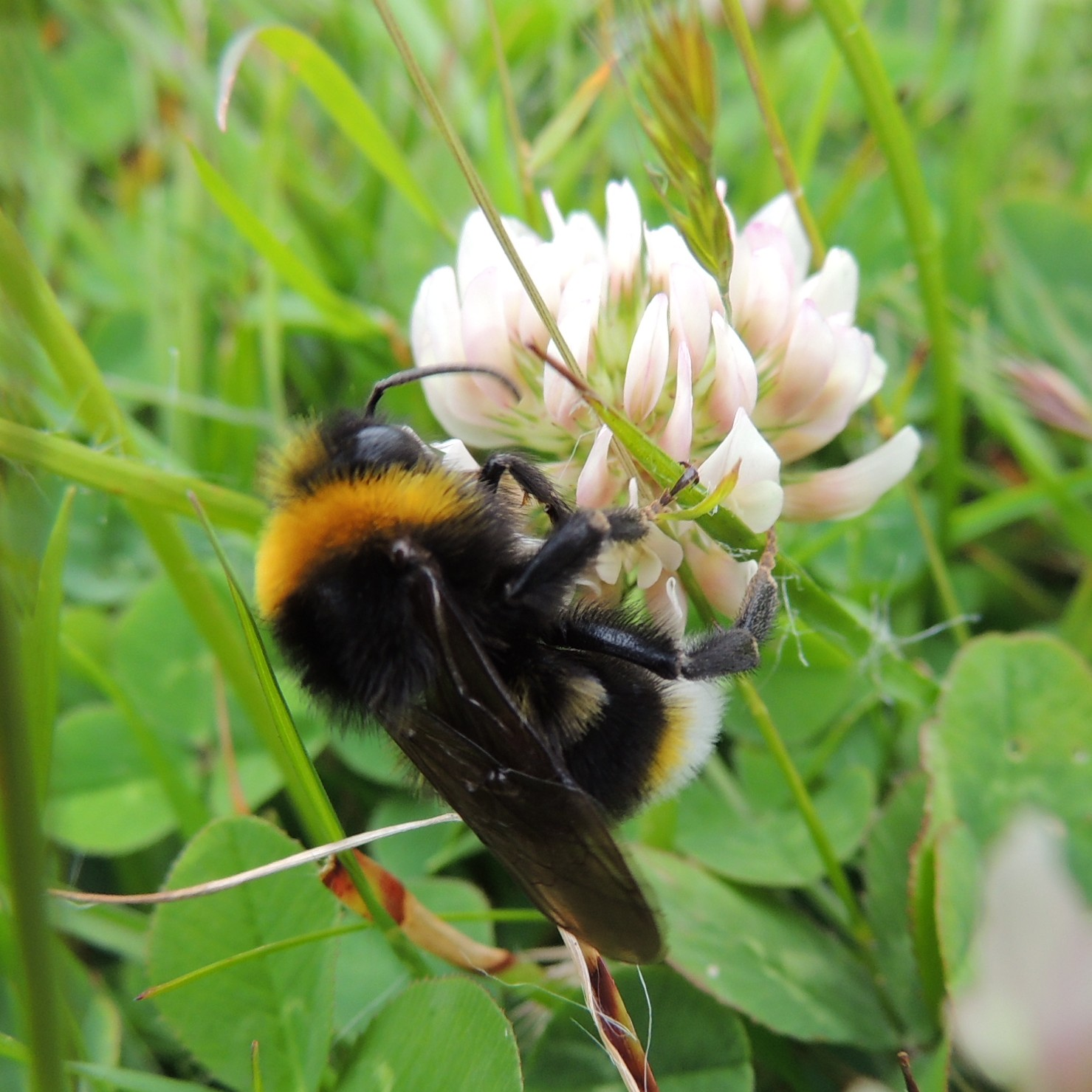
Pačmelák panenský parazituje na čmeláku zemním, kterého vzhledově připomíná

- pačmelák panenský (Bombus vestalis)
- pačmelák cizopasný (B. rupestris)
- pačmelák český (B. bohemicus)
- pačmelák dlouhosrstý (B. barbutellus)
- pačmelák ladní (B. campestris)
- pačmelák lesní (B. sylvestris)
- pačmelák norský (B. norvegicus)[26]

## Čmeláci a lidé

### Využití v zemědělství

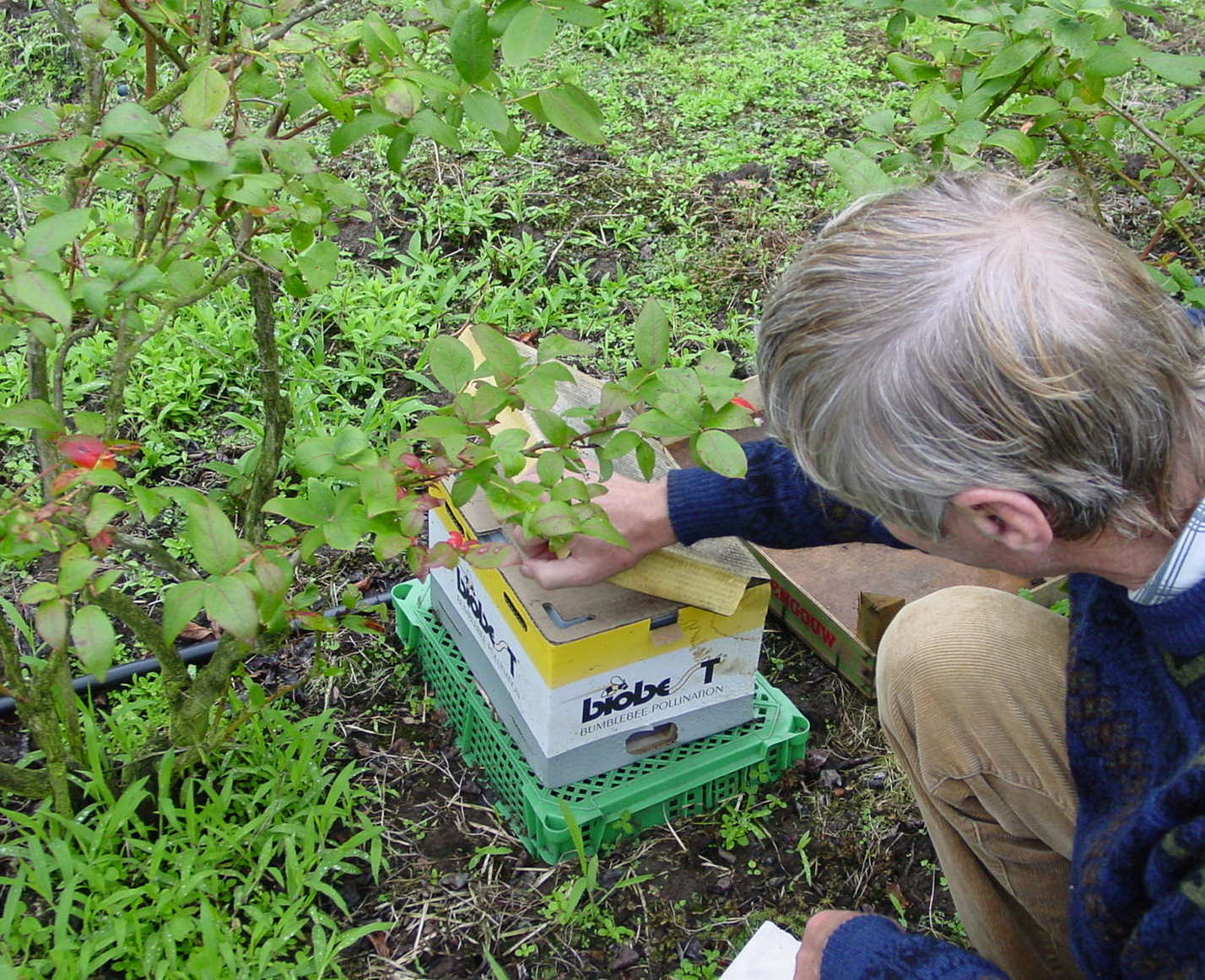
Opylovací box s čmeláky

Čmeláci jsou významnými a velmi výkonnými opylovači plodin i planě rostoucích květin. Protože čmeláčí kolonie nezimují, nehromadí zásoby medu, a nejsou proto využitelní jako jeho producenti. Čmeláci jsou však stále častěji chováni pro zemědělské využití, mimo jiné proto, že mohou na rozdíl od včel opylovat rostliny (především rajčata) i ve sklenících, a to i pouhými vibracemi způsobenými bzučením a rezonancí letových svalů, které vypuzují pyl z prašníků, což jiní opylovači nedokážou. Čmeláci jsou také díky své schopnosti termoregulace aktivní i za podmínek, během nichž včely medonosné zůstávají v úlu a nevyletují, což má význam například při opylování časně kvetoucích ovocných stromů.
Komerční produkce čmeláčích opylovačů začala v roce 1987 se společností Biobest. Odvětví se rychle rozrostlo a začalo s dalšími společnostmi v Nizozemsku. Čmeláčí hnízda, převážně různých poddruhů čmeláků zemních, se vyrábějí v nejméně 30 továrnách po celém světě; v Evropě se ročně vypěstuje více než milion hnízd; hlavním producentem je Turecko. Tento byznys však s sebou potenciálně nese závažná ekologická rizika: Důkazy z Japonska a Jižní Ameriky naznačují, že čmeláci mohou uniknout a naturalizovat se v nových prostředích, což může způsobit škody původním opylovačům v důsledku konkurenčního tlaku i genetické eroze původních populací. Kromě toho přibývá důkazů, že masově produkovaní čmeláci mohou také přenášet choroby, které škodí volně žijícím čmelákům a včelám medonosným. V důsledku toho dochází k většímu využívání původních opylovačů, jako je Bombus ignitus v Číně a Japonsku. V České republice se laboratorním chovem českého genotypu čmeláka zemního zabývá Výzkumný ústav zemědělský v Troubsku u Brna; prodej zahraničních druhů čmeláků pro použití ve volné krajině je zde zákonem zakázán.

### Ohrožení, ochrana a chov

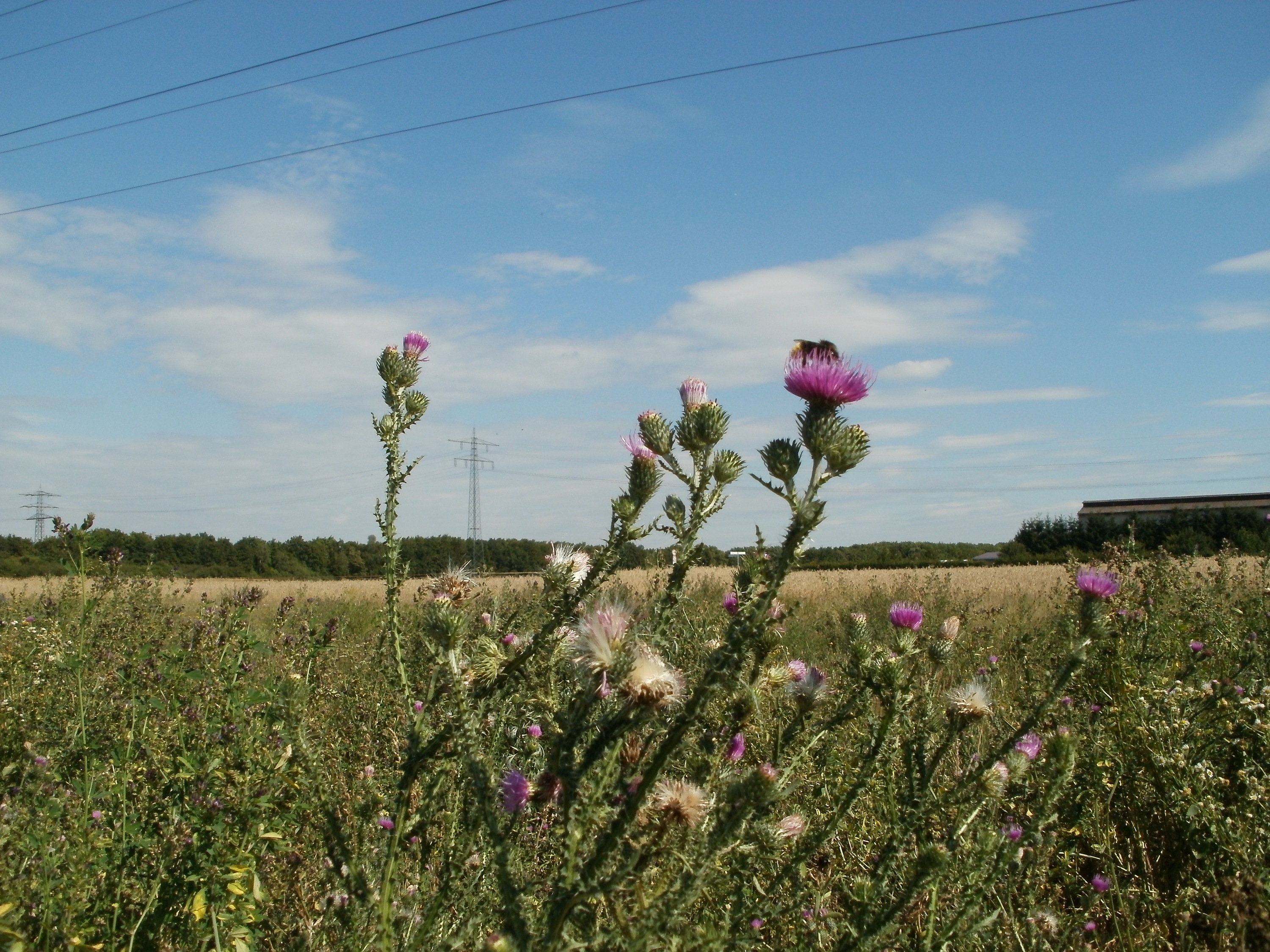
Volně rostoucí medonosné rostliny jsou zásadním potravním zdrojem pro čmeláčí populace

Početnost volně žijících čmeláků v Evropě, Severní Americe a Asii klesá v důsledku řady faktorů, včetně změn ve využívání půdy, které snižují počet jejich živných rostlin. V Severní Americe mají pravděpodobně silnější negativní vliv patogeny, zejména zavlečená hmyzomorka Nosema bombi. Zásadní negativní vliv na čmeláky ve vyspělých zemích má změna krajinného obhospodařovávání a mechanizace a intenzifikace zemědělství, spojená s ničením přirozených stanovišť, pěstováním plodin ve velkých monokulturách a užíváním pesticidů. V menší míře se na úbytku čmeláků podílí též vypalování suché trávy či móda nakrátko sekaných sterilních trávníků v parcích a zahradách bez jakýchkoli potravních zdrojů pro hmyz.
Ochrana čmeláků je v mnoha částech světa teprve v plenkách, ale s uvědoměním si jejich důležité role při opylování plodin se vyvíjí úsilí o lepší obhospodařování zemědělské půdy. Posílení populace volně žijících čmeláků i včel lze dosáhnout výsadbou pásů divokých květin a na Novém Zélandu dosáhly určitého úspěchu čmeláčí budky, možná proto, že v této zemi je málo norujících savců, kteří by poskytovali potenciální hnízdiště. V roce 2006 založil Dave Goulson, výzkumník čmeláků, registrovanou charitativní organizaci Bumblebee Conservation Trust, aby zabránil vyhynutí "jakéhokoli čmeláka ve Velké Británii". V letech 2009 a 2010 se tato nadace pokusila o reintrodukci čmeláka pruhovaného (Bombus subterraneus), který v Británii vyhynul, z britských populací přežívajících na Novém Zélandu, kam byl zavlečen o sto let dříve. Od roku 2011 pak byly reintrodukovány královny téhož druhu ze Skåne v jižním Švédsku na obnovené květnaté louky v Dungeness v Kentu. V roce 2008 byla na farmě Vane Farm v národní přírodní rezervaci Loch Leven ve Skotsku zřízena první čmeláčí rezervace na světě. V roce 2011 vedlo londýnské Přírodovědné muzeum založení odborné skupiny Mezinárodní unie pro ochranu přírody pro čmeláky, s cílem posoudit stav ohrožení druhů čmeláků na celém světě podle kritérií Červeného seznamu.
Stále populárnější je též zájmový domácí chov čmeláků v úlech.

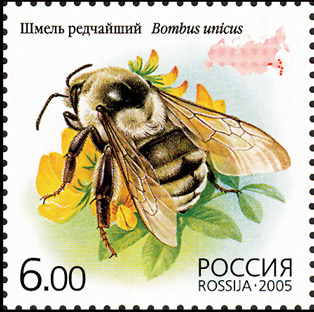
Čmelák Bombus unicus na ruské poštovní známce

### Čmeláci v kultuře
Orchestrální intermezzo "Let čmeláka" zkomponoval (kolem roku 1900) Nikolaj Rimskij-Korsakov. Představuje proměnu prince Guidona ve čmeláka, aby mohl odletět navštívit svého otce, cara Saltána, v opeře Pohádka o caru Saltánovi. Hudba inspirovala Walta Disneyho, aby ve svém animovaném muzikálu Fantazie z roku 1940 představil čmeláka a nechal ho znít, jako by létal ve všech částech divadla. Tento raný pokus o "prostorový zvuk" byl neúspěšný a hudba byla z uvedení filmu vyřazena.
Čmeláci se objevují i jako postavy v dětských knihách, často jako eponym. Příjmení "Dumbledore" (Brumbál) v sérii o Harrym Potterovi (1997–2007) je starý anglický výraz pro čmeláka. Autorka série J. K. Rowlingová řekla, že toto jméno "se zdálo být vhodné pro ředitele školy, protože jednou z jeho vášní je hudba a já jsem si představovala, jak chodí a brouká si pro sebe." J. R. R. Tolkien ve své básni "Bludičky" také použil jméno "Dumbledor", ale pro velkého tvora podobného včele. Dva rozpustilí čmeláčí kluci jsou hlavními hrdiny českého večerníčku Včelí medvídci, matka čmeláčí rodiny zase hrdinou knihy Ondřeje Sekory Čmelák Aninka.